# Stade de France
Het Stade de France (Nederlands: Stadion van Frankrijk) is een stadion ten noorden van Parijs in de voorstad Saint-Denis. Het wordt gebruikt voor tal van sportmanifestaties zoals voetbal, rugby, atletiek en voor openluchtmanifestaties. Het bevat 81.338 overdekte zitplaatsen. Het is het grootste stadion van Frankrijk. Het Stade de France wordt naast sportwedstrijden ook gebruikt voor muziekconcerten. Onder meer BTS, Guns N' Roses, Céline Dion, Beyoncé, Jay Z, The Rolling Stones, Eminem, U2, Coldplay, The Black Eyed Peas, Muse, Tiësto, One Direction, André Rieu, Stray kids en Lady Gaga traden er op. Bij de Olympische Zomerspelen 2024 in Parijs fungeerde het Stade de France als Olympisch Stadion.

## Geschiedenis
Stade de France werd op 28 januari 1998 officieel geopend door president Jacques Chirac, tijdens de voetbalwedstrijd Frankrijk - Spanje. Frankrijk won met 1-0. Hetzelfde jaar werd Frankrijk er ook wereldkampioen, door in de finale met 3-0 Brazilië te verslaan.
Het stadion is ontworpen door vier architecten: Michel Macary, Aymeric Zubléna, Michel Regembal en Claude Costantini. Hun ontwerp is geïnspireerd door Terminal 3 (Worldport) op het John F. Kennedy-vliegveld bij New York. Bij het binnenkomen van het stadion valt vooral het dak op; een grote schijf die horizontaal boven het stadion hangt. Het strekt zich uit tot buiten het stadion. In het midden is een deel open gelaten. Het weegt 14.000 ton en hangt op 40 meter hoogte. Omdat het dak normaal groter is dan het stadion zelf is het mogelijk om de onderste tribune, die uit 25.000 zitplaatsen bestaat, met 15 meter naar achteren te verplaatsen zodat het stadion kan worden omgevormd in een olympisch stadion.
Het stadion heeft sinds 1998 de status als Nationaal Stadion. In dat jaar deed het Parc des Princes afstand van deze onderscheiding. Dat stadion wordt nu alleen nog gebruikt door de Franse voetbalclub Paris Saint-Germain.
In 2022 nam dit stadion de finale van de UEFA Champions League over van het Krestovskistadion in Sint-Petersburg vanwege de Russische invasie van Oekraïne
In 2024 werd een voetgangersbrug over de A1 in gebruik genomen die vanop het voorplein van het Stade de France de verbinding maakt met het dat jaar geopende Centre aquatique olympique. Beide stadions worden ingezet bij de Olympische Zomerspelen 2024. In het Stade de France worden de atletiek en rugby seven competities afgewerkt, naast de sluitingsceremonies van de Olympische en Paralympische Spelen, in het CAO schoonspringen, artistiek zwemmen en de voorrondes van de waterpolo competitie.

### Aanslag
Op 13 november 2015 bliezen nabij het stadion drie zelfmoordterroristen zich op, als onderdeel van een gecoördineerde reeks aanslagen in Parijs. Hierbij vielen zes doden. Op het moment van de aanslag werd een oefeninterland gespeeld tussen Frankrijk en Duitsland. Ook president François Hollande was in het stadion aanwezig. Het duel werd ondanks de uitzonderlijke omstandigheden uitgespeeld, en werd door de Fransen gewonnen. Zowel het Duitse als het Franse elftal overnachtten in het stadion uit veiligheidsoverwegingen.

## Interlands
| 1   | 28 januari 1998   | Frankrijk – Spanje                | 1 – 0 | Vriendschappelijk       | 78.836 |
| 2   | 10 juni 1998      | Brazilië – Schotland              | 2 – 1 | WK 1998                 | 80.000 |
| 3   | 13 juni 1998      | België – Nederland                | 0 – 0 | WK 1998                 | 75.000 |
| 4   | 18 juni 1998      | Frankrijk – Saoedi-Arabië         | 4 – 0 | WK 1998                 | 75.000 |
| 5   | 23 juni 1998      | Oostenrijk – Italië               | 1 – 2 | WK 1998                 | 80.000 |
| 6   | 26 juni 1998      | Tunesië – Roemenië                | 1 – 1 | WK 1998                 | 77.000 |
| 7   | 28 juni 1998      | Nigeria – Denemarken              | 1 – 4 | WK 1998                 | 77.000 |
| 8   | 3 juli 1998       | Frankrijk – Italië                | 0 – 0 | WK 1998                 | 77.000 |
| 9   | 8 juli 1998       | Frankrijk – Kroatië               | 2 – 1 | WK 1998                 | 76.000 |
| 10  | 12 juli 1998      | Frankrijk – Brazilië              | 3 – 0 | WK 1998                 | 75.000 |
| 11  | 14 oktober 1998   | Frankrijk – Andorra               | 2 – 0 | Kwalificatie EK 2000    | 75.416 |
| 12  | 27 maart 1999     | Frankrijk – Oekraïne              | 0 – 0 | Kwalificatie EK 2000    | 78.519 |
| 13  | 31 maart 1999     | Frankrijk – Armenië               | 2 – 0 | Kwalificatie EK 2000    | 78.852 |
| 14  | 5 juni 1999       | Frankrijk – Rusland               | 2 – 3 | Kwalificatie EK 2000    | 78.288 |
| 15  | 9 oktober 1999    | Frankrijk – IJsland               | 3 – 2 | Kwalificatie EK 2000    | 78.381 |
| 16  | 13 november 1999  | Frankrijk – Kroatië               | 3 – 0 | Vriendschappelijk       | 74.167 |
| 17  | 23 februari 2000  | Frankrijk – Polen                 | 1 – 0 | Vriendschappelijk       | 74.341 |
| 18  | 26 april 2000     | Frankrijk – Slovenië              | 3 – 2 | Vriendschappelijk       | 59.652 |
| 19  | 2 september 2000  | Frankrijk – Engeland              | 1 – 1 | Vriendschappelijk       | 76.318 |
| 20  | 4 oktober 2000    | Frankrijk – Kameroen              | 1 – 1 | Vriendschappelijk       | 63.704 |
| 21  | 27 februari 2001  | Frankrijk – Duitsland             | 1 – 0 | Vriendschappelijk       | 77929  |
| 22  | 24 maart 2001     | Frankrijk – Japan                 | 5 – 0 | Vriendschappelijk       | 77.888 |
| 23  | 25 april 2001     | Frankrijk – Portugal              | 4 – 0 | Vriendschappelijk       | 78.832 |
| 24  | 6 oktober 2001    | Frankrijk – Algerije              | 4 – 1 | Vriendschappelijk       | 78.421 |
| 25  | 13 februari 2002  | Frankrijk – Roemenië              | 2 – 1 | Vriendschappelijk       | 77.144 |
| 26  | 27 maart 2002     | Frankrijk – Schotland             | 5 – 0 | Vriendschappelijk       | 76.961 |
| 27  | 17 april 2002     | Frankrijk – Rusland               | 0 – 0 | Vriendschappelijk       | 78.294 |
| 28  | 18 mei 2002       | Frankrijk – België                | 1 – 2 | Vriendschappelijk       | 79.056 |
| 29  | 12 oktober 2002   | Frankrijk – Slovenië              | 5 – 0 | Kwalificatie EK 2004    | 77.619 |
| 30  | 20 november 2002  | Frankrijk – Joegoslavië           | 3 – 0 | Vriendschappelijk       | 59.958 |
| 31  | 12 februari 2003  | Frankrijk – Tsjechië              | 0 – 2 | Vriendschappelijk       | 57.354 |
| 32  | 30 april 2003     | Frankrijk – Egypte                | 5 – 0 | Vriendschappelijk       | 54.554 |
| 33  | 21 juni 2003      | Kameroen – Turkije                | 1 – 0 | FIFA Confederations Cup | 43.743 |
| 34  | 22 juni 2003      | Frankrijk – Nieuw-Zeeland         | 5 – 0 | FIFA Confederations Cup | 36.842 |
| 35  | 26 juni 2003      | Frankrijk – Turkije               | 3 – 2 | FIFA Confederations Cup | 41.195 |
| 36  | 29 juni 2003      | Frankrijk – Kameroen              | 1 – 0 | FIFA Confederations Cup | 51.985 |
| 37  | 6 september 2003  | Frankrijk – Cyprus                | 5 – 0 | Kwalificatie EK 2004    | 50.132 |
| 38  | 11 oktober 2003   | Frankrijk – Israël                | 3 – 0 | Kwalificatie EK 2004    | 57.009 |
| 39  | 20 mei 2004       | Frankrijk – Brazilië              | 0 – 0 | Vriendschappelijk       | 79.334 |
| 40  | 6 juni 2004       | Frankrijk – Oekraïne              | 1 – 0 | Vriendschappelijk       | 66.646 |
| 41  | 4 september 2004  | Frankrijk – Israël                | 0 – 0 | Kwalificatie WK 2006    | 43.526 |
| 42  | 9 oktober 2004    | Frankrijk – Ierland               | 0 – 0 | Kwalificatie WK 2006    | 78.863 |
| 43  | 17 november 2004  | Frankrijk – Polen                 | 0 – 0 | Vriendschappelijk       | 50.480 |
| 44  | 9 februari 2005   | Frankrijk – Zweden                | 1 – 1 | Vriendschappelijk       | 56.923 |
| 45  | 26 maart 2005     | Frankrijk – Zwitserland           | 0 – 0 | Kwalificatie WK 2006    | 79.373 |
| 46  | 12 oktober 2005   | Frankrijk – Cyprus                | 4 – 0 | Kwalificatie WK 2006    | 78.864 |
| 47  | 12 november 2005  | Frankrijk – Duitsland             | 0 – 0 | Vriendschappelijk       | 58.889 |
| 48  | 1 maart 2006      | Frankrijk – Slowakije             | 1 – 2 | Vriendschappelijk       | 56.273 |
| 49  | 27 mei 2006       | Frankrijk – Mexico                | 1 – 0 | Vriendschappelijk       | 78.819 |
| 50  | 6 september 2006  | Frankrijk – Italië                | 3 – 1 | Kwalificatie EK 2008    | 78.831 |
| 51  | 15 november 2006  | Frankrijk – Griekenland           | 1 – 0 | Vriendschappelijk       | 63.680 |
| 52  | 7 februari 2007   | Frankrijk – Argentinië            | 0 – 1 | Vriendschappelijk       | 79.862 |
| 53  | 28 maart 2007     | Frankrijk – Oostenrijk            | 1 – 0 | Vriendschappelijk       | 68.403 |
| 54  | 2 juni 2007       | Frankrijk – Oekraïne              | 2 – 0 | Kwalificatie EK 2008    | 80.051 |
| 55  | 16 november 2007  | Frankrijk – Marokko               | 2 – 2 | Vriendschappelijk       | 78.000 |
| 56  | 26 maart 2008     | Frankrijk – Engeland              | 1 – 0 | Vriendschappelijk       | 78.500 |
| 57  | 3 juni 2008       | Frankrijk – Colombia              | 0 – 0 | Vriendschappelijk       | 79.727 |
| 58  | 10 september 2008 | Frankrijk – Servië                | 2 – 1 | Kwalificatie WK 2010    | 53.027 |
| 59  | 14 oktober 2008   | Frankrijk – Tunesië               | 3 – 1 | Vriendschappelijk       | 74.564 |
| 60  | 19 november 2008  | Frankrijk – Uruguay               | 0 – 0 | Vriendschappelijk       | 79.666 |
| 61  | 1 april 2009      | Frankrijk – Litouwen              | 1 – 0 | Kwalificatie WK 2010    | 79.543 |
| 62  | 5 september 2009  | Frankrijk – Roemenië              | 1 – 1 | Kwalificatie WK 2010    | 78.209 |
| 63  | 14 oktober 2009   | Frankrijk – Oostenrijk            | 3 – 1 | Kwalificatie WK 2010    | 78.098 |
| 64  | 18 november 2009  | Frankrijk – Ierland               | 1 – 1 | Kwalificatie WK 2010    | 79.145 |
| 65  | 3 maart 2010      | Frankrijk – Spanje                | 0 – 2 | Vriendschappelijk       | 79.021 |
| 66  | 3 september 2010  | Frankrijk – Wit-Rusland           | 0 – 1 | Kwalificatie EK 2012    | 76.395 |
| 67  | 9 oktober 2010    | Frankrijk – Roemenië              | 2 – 0 | Kwalificatie EK 2012    | 79.299 |
| 68  | 9 februari 2011   | Frankrijk – Brazilië              | 1 – 0 | Vriendschappelijk       | 79.712 |
| 69  | 29 maart 2011     | Frankrijk – Kroatië               | 0 – 0 | Vriendschappelijk       | 55.000 |
| 70  | 7 oktober 2011    | Frankrijk – Albanië               | 3 – 0 | Kwalificatie EK 2012    | 65.239 |
| 71  | 11 oktober 2011   | Frankrijk – Bosnië en Herzegovina | 1 – 1 | Kwalificatie EK 2012    | 78.357 |
| 72  | 11 november 2011  | Frankrijk – Verenigde Staten      | 1 – 0 | Vriendschappelijk       | 70.018 |
| 73  | 15 november 2011  | Frankrijk – België                | 0 – 0 | Vriendschappelijk       | 52.825 |
| 74  | 11 september 2012 | Frankrijk – Wit-Rusland           | 3 – 1 | Kwalificatie WK 2014    | 76.395 |
| 75  | 12 oktober 2012   | Frankrijk – Japan                 | 0 – 1 | Vriendschappelijk       | 60.205 |
| 76  | 6 februari 2013   | Frankrijk – Duitsland             | 1 – 2 | Vriendschappelijk       | 75.000 |
| 77  | 22 maart 2013     | Frankrijk – Georgië               | 3 – 1 | Kwalificatie WK 2014    | 71.147 |
| 78  | 26 maart 2013     | Frankrijk – Spanje                | 0 – 1 | Kwalificatie WK 2014    | 78.329 |
| 79  | 15 oktober 2013   | Frankrijk – Finland               | 3 – 0 | Kwalificatie WK 2014    | 70.156 |
| 80  | 19 november 2013  | Frankrijk – Oekraïne              | 3 – 0 | Kwalificatie WK 2014    | 77.098 |
| 81  | 5 maart 2014      | Frankrijk – Nederland             | 2 – 0 | Vriendschappelijk       | 78.292 |
| 82  | 27 mei 2014       | Frankrijk – Noorwegen             | 4 – 0 | Vriendschappelijk       | 75.000 |
| 83  | 4 september 2014  | Frankrijk – Spanje                | 1 – 0 | Vriendschappelijk       | 79.132 |
| 84  | 11 oktober 2014   | Frankrijk – Portugal              | 2 – 1 | Vriendschappelijk       | 79.000 |
| 85  | 26 maart 2015     | Frankrijk – Brazilië              | 1 – 3 | Vriendschappelijk       | 80.000 |
| 86  | 7 juni 2015       | Frankrijk – België                | 3 – 4 | Vriendschappelijk       | 70.000 |
| 87  | 13 november 2015  | Frankrijk – Duitsland             | 2 – 0 | Vriendschappelijk       | 78.000 |
| 88  | 29 maart 2016     | Frankrijk – Rusland               | 4 – 2 | Vriendschappelijk       | 65.000 |
| 89  | 10 juni 2016      | Frankrijk – Roemenië              | 2 – 1 | Groepsfase EK 2016      | 75.113 |
| 90  | 13 juni 2016      | Ierland – Zweden                  | 1 – 1 | Groepsfase EK 2016      | 73.419 |
| 91  | 16 juni 2016      | Duitsland – Polen                 | 0 – 0 | Groepsfase EK 2016      | 73.648 |
| 92  | 22 juni 2016      | IJsland – Oostenrijk              | 2 – 1 | Groepsfase EK 2016      | 68.714 |
| 93  | 27 juni 2016      | Italië – Spanje                   | 2 – 0 | Achtste finale EK 2016  | 76.165 |
| 94  | 3 juli 2016       | Frankrijk – IJsland               | 5 – 2 | Kwartfinale EK 2016     | 76.833 |
| 95  | 10 juli 2016      | Portugal – Frankrijk              | 1 – 0 | Finale EK 2016          | 75.868 |
| 96  | 7 oktober 2016    | Frankrijk – Bulgarije             | 4 – 1 | Kwalificatie WK 2018    | 65.475 |
| 97  | 11 november 2016  | Frankrijk – Zweden                | 2 – 1 | Kwalificatie WK 2018    | 78.000 |
| 98  | 28 maart 2017     | Frankrijk – Spanje                | 0 – 2 | Vriendschappelijk       | 79.021 |
| 99  | 13 juni 2017      | Frankrijk – Engeland              | 3 – 2 | Vriendschappelijk       | 79.000 |
| 100 | 31 augustus 2017  | Frankrijk – Nederland             | 4 – 0 | Kwalificatie WK 2018    | 79.551 |
| 101 | 10 oktober 2017   | Frankrijk – Wit-Rusland           | 2 – 1 | Kwalificatie WK 2018    | 74.037 |
| 102 | 10 november 2017  | Frankrijk – Wales                 | 2 – 0 | Vriendschappelijk       | 50.000 |
| 103 | 23 maart 2018     | Frankrijk – Colombia              | 2 – 3 | Vriendschappelijk       | 78.000 |
| 104 | 28 mei 2018       | Frankrijk – Ierland               | 2 – 0 | Vriendschappelijk       | 72.000 |
| 105 | 9 september 2018  | Frankrijk – Nederland             | 2 – 1 | UEFA Nations League     | 76.452 |
| 106 | 16 oktober 2018   | Frankrijk – Duitsland             | 2 – 0 | UEFA Nations League     | 77.300 |
| 107 | 20 november 2018  | Frankrijk – Uruguay               | 1 – 0 | Vriendschappelijk       | 70.000 |
| 108 | 25 maart 2019     | Frankrijk – IJsland               | 4 – 0 | Kwalificatie EK 2020    | 64.538 |
| 109 | 7 september 2019  | Frankrijk – Albanië               | 4 – 1 | Kwalificatie EK 2020    | 77.655 |
| 110 | 10 september 2019 | Frankrijk – Andorra               | 3 – 0 | Kwalificatie EK 2020    | 55.383 |
| 111 | 14 oktober 2019   | Frankrijk – Turkije               | 1 – 1 | Kwalificatie EK 2020    | 72.154 |
| 112 | 14 november 2019  | Frankrijk – Moldavië              | 2 – 1 | Kwalificatie EK 2020    | 70.000 |
| 113 | 8 september 2020  | Frankrijk – Kroatië               | 4 – 2 | UEFA Nations League     | 0      |
| 114 | 7 oktober 2020    | Frankrijk – Oekraïne              | 7 – 1 | Vriendschappelijk       | 1.000  |
| 115 | 11 oktober 2020   | Frankrijk – Portugal              | 0 – 0 | UEFA Nations League     | 1.000  |
| 116 | 11 november 2020  | Frankrijk – Finland               | 0 – 2 | Vriendschappelijk       | 0      |
| 117 | 17 november 2020  | Frankrijk – Zweden                | 4 – 2 | UEFA Nations League     | 0      |
| 118 | 24 maart 2021     | Frankrijk – Oekraïne              | 1 – 1 | Kwalificatie WK 2022    | 0      |
| 119 | 8 juni 2021       | Frankrijk – Bulgarije             | 3 – 0 | Vriendschappelijk       | 5.000  |
| 120 | 3 juni 2022       | Frankrijk – Denemarken            | 1 – 2 | UEFA Nations League     | 75.833 |
| 121 | 13 juni 2022      | Frankrijk – Kroatië               | 0 – 1 | UEFA Nations League     | 77.410 |
| 122 | 22 september 2022 | Frankrijk – Oostenrijk            | 2 – 0 | UEFA Nations League     | 70.188 |
| 123 | 24 maart 2023     | Frankrijk – Nederland             | 4 – 0 | Kwalificatie EK 2024    | 77.328 |
| 124 | 19 juni 2023      | Frankrijk – Griekenland           | 1 – 0 | Kwalificatie EK 2024    | 76.500 |

Bijgewerkt op 21 juni 2023

## Openbaar vervoer
Het Stade de France is bereikbaar via de volgende openbaar vervoersmodi:
- Metrolijn 13, metrostations Saint-Denis - Porte de Paris of Carrefour Pleyel
- Metrolijn 14, metrostation Saint-Denis Pleyel
- RER-lijn B, station La Plaine - Stade de France
- RER-lijn D, station Stade de France - Saint-Denis
- Tram T8 via de halte aan het metrostation Saint-Denis - Porte de Paris